# Uvis Balinskis
Uvis Jānis Balinskis (* 1. srpna 1996 Ventspils) je profesionální lotyšský hokejový obránce hrající za tým Florida Panthers v NHL. V sezóně 2024/2025 vybojoval s Floridou Stanley Cup.

## Statistiky

### Klubové statistiky
| Sezóna      | Klub                  | Soutěž      |     | Základní část | Základní část | Základní část | Základní část | Základní část |   | Play off | Play off | Play off | Play off | Play off |
| Sezóna      | Klub                  | Soutěž      | Z   | G             | A             | B             | TM            | Z             | G | A        | B        | TM       |          |          |
| 2015–16     | HK Riga               | MHL         | 36  | 7             | 11            | 18            | 24            | —             | — | —        | —        | —        |          |          |
| 2015–16     | Dinamo Riga           | KHL         | 1   | 0             | 0             | 0             | 0             | —             | — | —        | —        | —        |          |          |
| 2016–17     | HK Riga               | MHL         | 30  | 3             | 9             | 12            | 24            | —             | — | —        | —        | —        |          |          |
| 2016–17     | Dinamo Riga           | KHL         | 21  | 2             | 3             | 5             | 6             | —             | — | —        | —        | —        |          |          |
| 2017–18     | Dinamo Riga           | KHL         | 28  | 2             | 3             | 5             | 4             | —             | — | —        | —        | —        |          |          |
| 2017–18     | HK Liepāja            | LHL         | 2   | 0             | 1             | 1             | 2             | —             | — | —        | —        | —        |          |          |
| 2018–19     | Dinamo Riga           | KHL         | 37  | 1             | 10            | 11            | 16            | —             | — | —        | —        | —        |          |          |
| 2019–20     | Dinamo Riga           | KHL         | 48  | 5             | 8             | 13            | 20            | —             | — | —        | —        | —        |          |          |
| 2020–21     | HC Verva Litvínov     | ELH         | 48  | 5             | 12            | 17            | 18            | 3             | 0 | 0        | 0        | 2        |          |          |
| 2021–22     | HC Verva Litvínov     | ELH         | 42  | 9             | 14            | 23            | 22            | —             | — | —        | —        | —        |          |          |
| 2022–23     | HC Bílí Tygři Liberec | ELH         | 50  | 11            | 24            | 35            | 22            | 10            | 1 | 6        | 7        | 4        |          |          |
| 2023–24     | Florida Panthers      | NHL         | 26  | 1             | 2             | 3             | 8             | —             | — | —        | —        | —        |          |          |
| 2023–24     | Charlotte Checkers    | AHL         | 37  | 3             | 18            | 21            | 31            | —             | — | —        | —        | —        |          |          |
| 2024–25     | Florida Panthers      | NHL         | 76  | 4             | 14            | 18            | 27            | 5             | 1 | 0        | 1        | 2        |          |          |
| KHL celkově | KHL celkově           | KHL celkově | 135 | 10            | 24            | 34            | 46            | —             | — | —        | —        | —        |          |          |
| NHL celkově | NHL celkově           | NHL celkově | 102 | 5             | 16            | 21            | 35            | 5             | 1 | 0        | 1        | 2        |          |          |